# Вершинино (Черняховский район)
Вершинино (до 1938 — Колишкен (нем. Kohlischken), до 1946 — Хутмюхле (нем. Hutmüchle)) —  посёлок в Черняховском городском округе Калининградской области Российской Федерации.

## Название
В 1946 году Хутмюхле переименовано в Вершинино.

## География
Находится в центральной части Калининградской области, в зоне хвойно-широколиственных лесов, на реке Голубой (левом притоке Преголи), в 14 км юго-восточнее Черняховска.
Высота центра селения над уровнем моря — 37 м.

### Климат
Климат характеризуется как переходный от морского к умеренно континентальному. Среднегодовая температура воздуха — 8,3 °C. Средняя температура воздуха самого холодного месяца (января) — −0,9 °C (абсолютный минимум — −35 °C); самого тёплого месяца (июля) — 18,5 °C (абсолютный максимум — 37 °C). Период температуры воздуха выше 0 °C составляет 274 дня. Длительность вегетационного периода — 180—200 дней. Годовое количество атмосферных осадков — 850—900 мм, из которых большая часть выпадает в тёплый период.

## История
Считается, что селение, первоначально носившее название Колаукис (нем. Colaukis), основано около 1557 года. В 1874 году деревня была включена в Йенишкенский «район» (административный округ) Восточной Пруссии, в котором находилась до 1945 года. В 1910 году в посёлке числился 321 житель.
Входил с 2008 по 1 января 2016 года в состав Свободненского сельского поселения Черняховского муниципального района.

## Население
| 1910 | 2002 | 2010 |
| ---- | ---- | ---- |
| 321  | ↘49  | ↘28  |

## Инфраструктура
Личное подсобное хозяйство с зоной сельскохозяйственного использования, индивидуальная застройка усадебного типа.
Волейбольная площадка, где проводятся муниципальные соревнования.
Школьники посёлка учатся в МАОУ «Свободненская СОШ».

## Транспорт
К посёлку ведет подъездная дорога, ответвляющаяся на юг от региональной дороги 27A-039.
Ближайшая ж/д-станция — Междуречье — находится в одноимённом пристанционном посёлке примерно в 15 км к северо-востоку.